# چبیئن، استان کویافسکو-پومورسکی
چبیئن (به لاتین: Trzebień) یک روستا در لهستان است که در استان کویافسکو-پومورسکی واقع شده‌است.